# Open Conference Systems
Open Conference Systems (OCS) fue una solución de código abierto del proyecto Public Knowledge Project (PKP) para la administración de conferencias. Es una solución altamente flexible basada en PHP y puede hacer uso de bases de datos MySQL o PostgreSQL.
OCS está basado en el código fuente de Open Journal Systems (OJS). Se encuentra actualmente en la versión 2.3.6 y puede ser hospedada en servidores web Unix o Windows.
En marzo de 2017, PKP anunció la refactorización de OCS utilizando las librerías de la versión 3.x de OJS/OMP. Se espera una release para finales de 2018. Actualmente ya no es soportado y no está siendo desarrollado de manera activa.